# Manifest Destiny

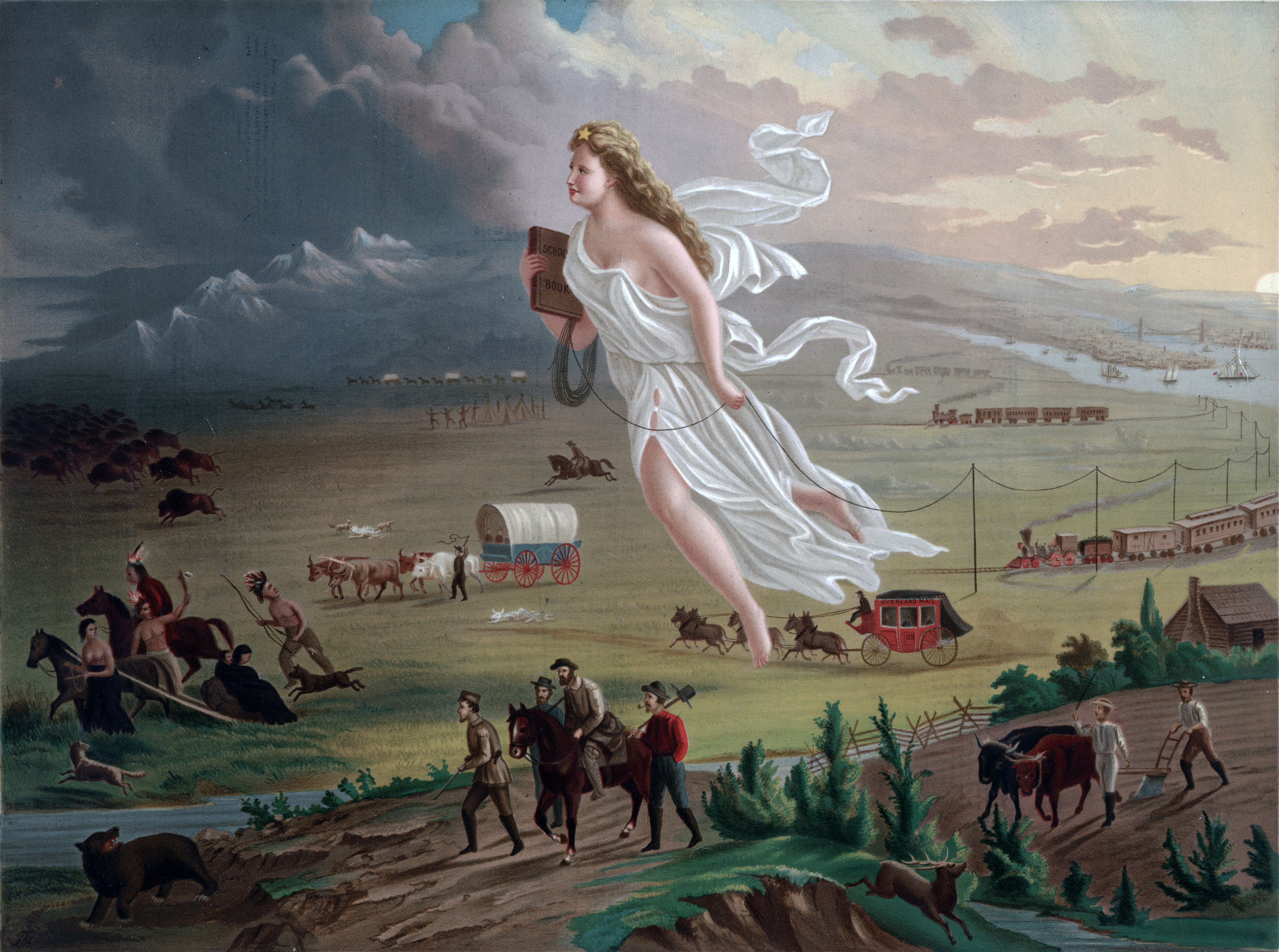
Der Fortschritt Amerikas (John Gast, ca. 1872). Allegorische Darstellung des Manifest Destiny: Die Figur Columbia personifiziert die USA, die den amerikanischen Siedlern das „Licht der Zivilisation“ nach Westen tragen und Indianer und wilde Tiere vertreiben. Columbia zieht einen Telegraphendraht und hält ein Schulbuch in der rechten Hand.

Unter Manifest Destiny (Englisch, in etwa „offensichtliche Bestimmung“, oder „offenkundiges Schicksal“; Manifest = lateinisch manifestus ‚handgreiflich gemacht‘, ‚offenbart‘) versteht man eine US-amerikanische Ideologie. Sie besagt, ähnlich der Monroe-Doktrin, dass es eine teleologische Mission gibt, die kulturellen Vorstellungen der Vereinigten Staaten von Amerika zu verbreiten. Im 19. Jahrhundert galt das nicht nur für das Land der Indianer (Frontier) in Richtung Pazifik, sondern auch für Konflikte mit Großbritannien und Mexiko.
Manifest Destiny war nie bloß eine bestimmte Politik oder Ideologie; es ist ein allgemeiner Begriff, der Elemente des amerikanischen Exzeptionalismus, Nationalismus und Expansionismus in einem übergreifenden Sendungsbewusstsein vereinigt.
Viele amerikanische Pioniere verfochten die Meinung, die Ideale der Freiheit und der Nation seien von weitreichender Bedeutung und müssten in die neuen Länder gebracht werden, indem sie die Reichweite der Nation (und damit ihrer Grenzen) erweiterten. Zwei Jahrhunderte zuvor hatte der Gouverneur der Massachusetts Bay Colony John Winthrop behauptet, seine Kolonie sei die Stadt auf dem Berg und werde dem Rest der Welt die Lebensweise einer freien, gottgemäßen Gesellschaft demonstrieren.
In Fortführung dieser Idee argumentierten viele, es sei ein göttlicher Auftrag, die USA über den gesamten nordamerikanischen Kontinent auszudehnen. Das Young America Movement unter Franklin Pierce unterstützte diese Vision aktiv. Den Hintergrund bildete die religiöse Auffassung, die Weißen seien für diesen Auftrag prädestiniert.

## Terminologie

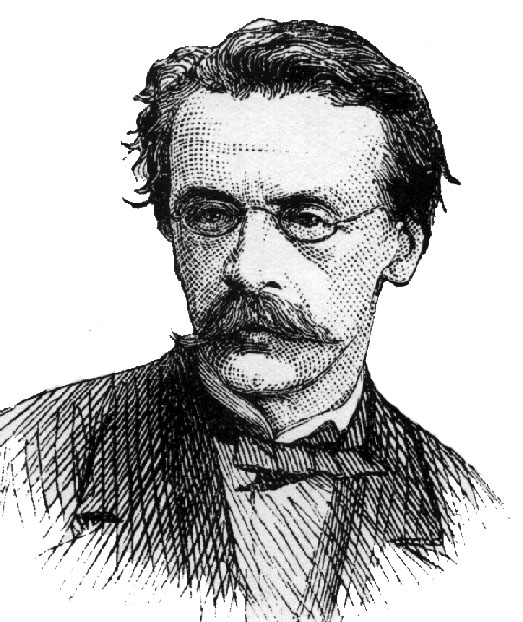
John O’Sullivan, Begründer des Begriffs Manifest Destiny

Die Redewendung, die so viel wie „offensichtliches“ oder „unabwendbares Schicksal“ bedeutet, hatte der New Yorker Journalist John L. O’Sullivan 1845 in Artikeln der Zeitschrift The United States Magazine and Democratic Review geprägt, als er schrieb, es sei „die offenkundige Bestimmung der Nation, sich auszubreiten und den gesamten Kontinent in Besitz zu nehmen, den die Vorsehung uns für die Entwicklung des großen Experimentes Freiheit und zu einem Bündnis vereinigter Souveräne anvertraut hat.“

## Theorie und Praxis
Im Jahr 1846 verwendeten Politiker diese Redewendung, um die territoriale Expansion über den gesamten nordamerikanischen Kontinent zu rechtfertigen, indem sie ein Missionsbewusstsein in der Bevölkerung schürten. Theoretisch bestand die Absicht, allen Völkern die Ideale der Demokratie und der Zivilisation zu vermitteln; praktisch bedeutete sie häufig den Ausschluss der indigenen Amerikaner und der Menschen mit nichteuropäischen Vorfahren.

## Die Westexpansion

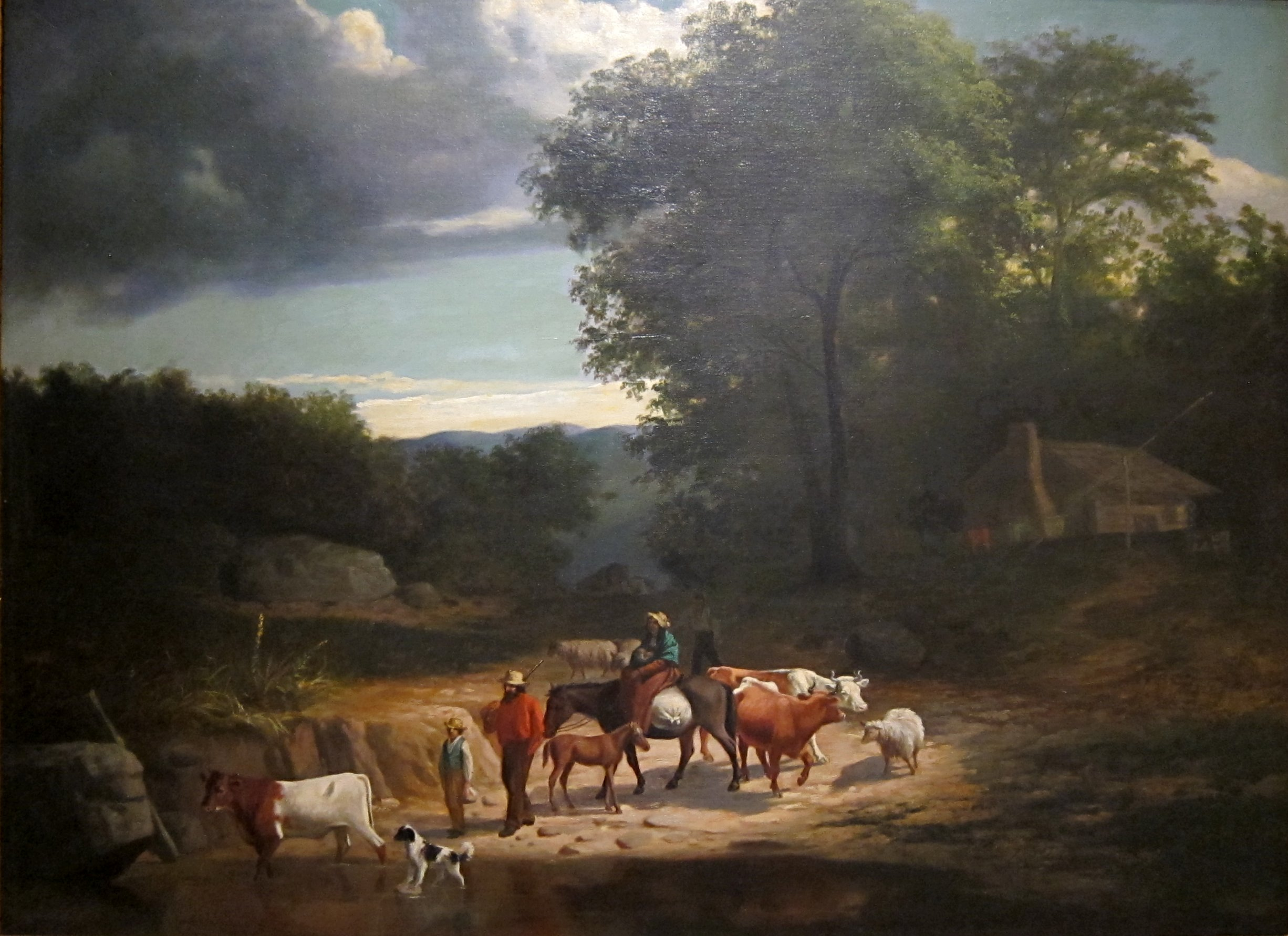
James Beard: Moving Further Westward, 1849, Cincinnati Art Museum

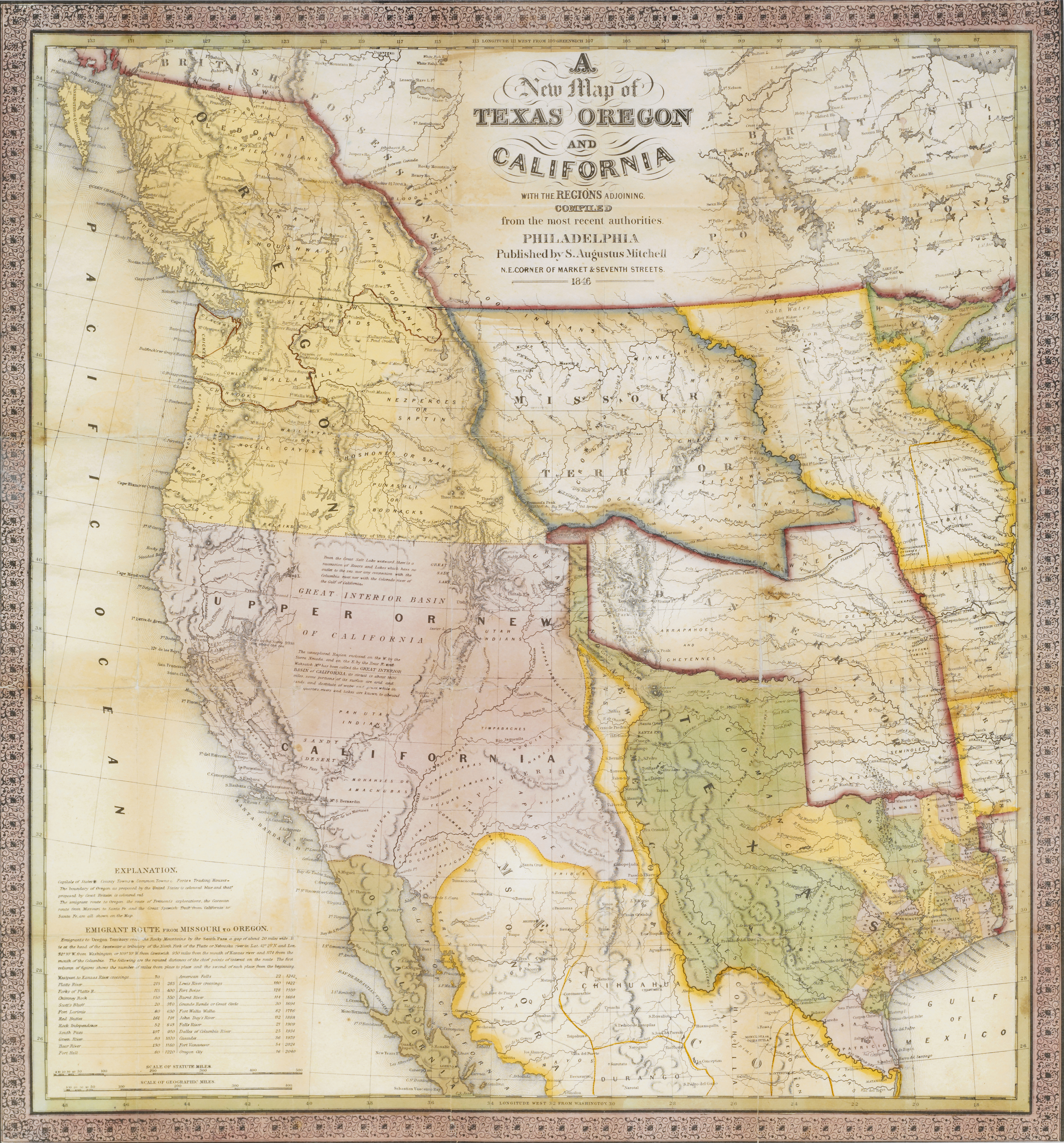
A New Map of Texas, Oregon, and California, Samuel Augustus Mitchell, 1846

Als die US-Bürger nach Westen vorrückten, waren schwere Konflikte sowohl mit den indigenen Amerikanern als auch mit Mexiko unvermeidlich. Bereits schwer durch Krankheiten dezimiert, waren die Indianer nicht im Stande, dem endlosen Strom weißer Siedler und dem begleitenden Militär Widerstand entgegenzusetzen; der indianische Niedergang und die Indianerkriege bilden dunkle Kapitel der amerikanischen Geschichte.
Der Konflikt mit Mexiko war weniger dramatisch, aber er brachte den US-Siedlern mit dem Mexikanisch-Amerikanischen Krieg und seinem Ende, dem Vertrag von Guadalupe Hidalgo enormen Landgewinn. Präsident Polk dokumentierte in seinen Tagebüchern seinen festen Entschluss, jedes mexikanische Territorium in Besitz zu nehmen, das in US-Hand fiel.
Als die USA das Manifest Destiny soweit erfüllt hatten, dass sie das Land bis zum Pazifischen Ozean vollständig besetzt hatten, waren die britischen Reeder gezwungen, ihren Betrieb nach Norden in die geringer besiedelte kanadische Gegend zu verschieben.

## Auswirkungen

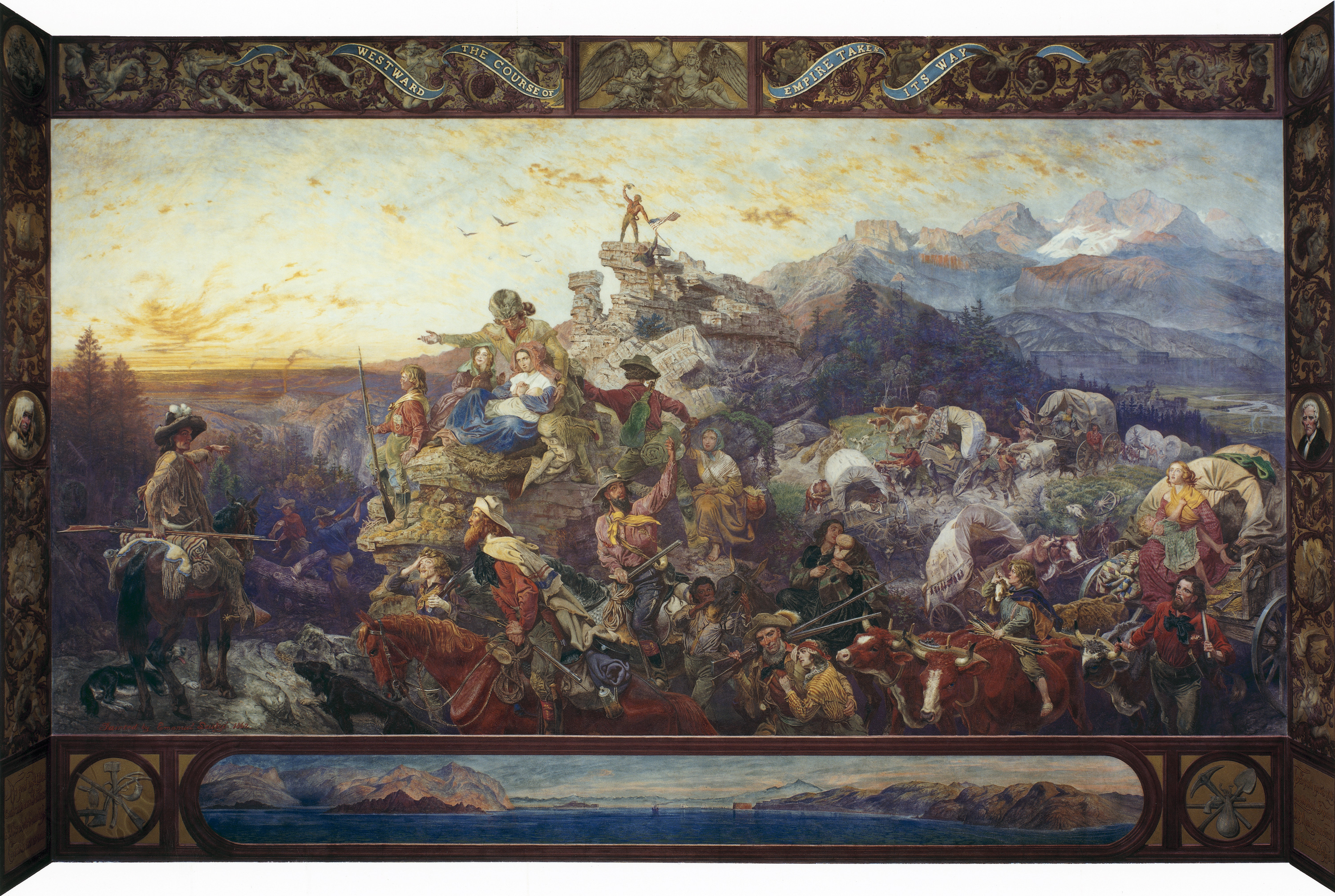
Westward the course of empire takes its way (Emanuel Leutze, 1861). Szenerie mit Siedlern bei der Überquerung der Rocky Mountains. Im unteren Bild steht die im Gegensatz dazu noch unberührte Bucht von San Francisco. Das Gemälde ist eines der bekanntesten Symbole des Manifest Destiny, das die Besiedlung des amerikanischen Westen propagierte.

Die Entdeckung von Gold 1849 (siehe Goldrausch) und anderen Mineralien beschleunigte das Wachstum des Wohlstands und des Reichtums einiger weniger Industrieller. Der Amerikanische Bürgerkrieg und die Sklavenbefreiung förderten eine weitere Einwanderung in die neuen Länder des Westens. Der Glaube an das Manifest Destiny lieferte in der politischen Rhetorik auch die Legitimation für den Mexikanisch-Amerikanischen Krieg 1846–1848, in dem die späteren Staaten Nevada, Arizona, Utah, Kalifornien und New Mexico erobert wurden.
Am 2. Dezember 1845 verkündete US-Präsident Polk dem Kongress, dass die Monroe-Doktrin konsequent durchzusetzen sei und dass die USA ihre Sphäre im Westen aggressiv erweitern würden. Das Manifest Destiny und viele Aussagen hinsichtlich einer moralischen, politischen und häufig rassischen Überlegenheit dienten dazu, die Deportation der Indianer in Reservate zu rechtfertigen.
Eine globale Fortsetzung findet Manifest Destiny im Amerikanischen Exzeptionalismus als einer politischen Doktrin des 20. und 21. Jahrhunderts. In dieser Tradition ist auch die Erforschung und geplante „Eroberung“ des Weltraums zu sehen.